# Angelo Noseda
Angelo Noseda (Como, 22 settembre 1866 – Como, 22 luglio 1940) è stato un politico italiano, sindaco di Como dal 1920 al 1922 e deputato dal 1921 al 1926.

## Biografia
Nato a Como il 21 o il 22 settembre 1866, si laureò in Giurisprudenza all'Università degli Studi di Pavia. Amico di Filippo Turati, fu uno dei precursori del movimento socialista a Como, fondando la Lega socialista nel luglio 1892, e partecipando poi come delegato al II Congresso del Partito Socialista Italiano a Reggio Emilia, nel settembre 1893.
Dopo un primo processo per manifestazione sediziosa a sostegno dei Fasci siciliani nel 1894, fu in seguito arrestato altre due volte, subendo una condanna a 25 giorni di confino nel novembre 1894 e una a 45 giorni di detenzione nel maggio 1898 (poi assolto però per insufficienza di prove).
Nel frattempo si candidò più volte alle elezioni, sia comunali che politiche, riuscendo a diventare nel 1899 il primo consigliere comunale socialista di Como.
Dopo diversi mandati da consigliere, alle elezioni amministrative del 31 ottobre 1920 guida i socialisti alla conquista dell'amministrazione comunale, venendo quindi eletto sindaco di Como. Sull'onda del successo, fu candidato l'anno seguente alle elezioni politiche del 15 maggio 1921 nel collegio di Como e fu eletto alla Camera dei deputati del Regno d'Italia; si dimise quindi da sindaco (rimanendo però in carica ancora per un anno da dimissionario) e fu quindi sostituito nel 1922 dal compagno di partito Paolo Nulli.
Rieletto alle elezioni del 6 aprile 1924, partecipò nel giugno dello stesso anno alla secessione dell'Aventino e fu quindi dichiarato decaduto da deputato nella celebre sessione della Camera del 9 novembre 1926.
Morì a Como il 22 luglio 1940.